# X-Faktor (kilencedik évad)
Az X-Faktor című énekes tehetségkutató show-műsor kilencedik évada 2019. október 5-én vette kezdetét az RTL Klubon.
Először a Big Picture szakmai konferencián, 2018. október 25-én Kolosi Péter, majd az X-Faktor nyolcadik évadának első élő show-jában, november 17-én Kiss Ramóna jelentette be, hogy 2019-ben elindul a műsor következő évada. A műsor első ajánlója 2018. október 31-én jelent meg az RTL honlapján.

## Készítők

### A zsűri és a műsorvezető(k)
2019. március végén Radics Gigi bejelentette, hogy elhagyja az X-Faktor zsűrijét. Helyét a kilencedik évadban Dallos Bogi énekesnő vette át. Gáspár Laci, Puskás Peti és ByeAlex ismét mentorok voltak, immáron negyedik alkalommal. A műsorvezetői feladatokat ebben az évadban is Lékai-Kiss Ramóna látta el, immáron harmadik alkalommal.
A műsor ezúttal is rendelkezett társműsorral, amelynek címe az X-Stage névre hallgat. A kísérőműsort Szabó Zsófi és az Éjjel-nappal Budapest sztárja, a Szenzációs Négyes győztese és a Love Island műsorvezetője, Bíró Lajos (művésznevén: Csóró Lali, eredeti nevén: Kamarás Norbert) vezették, akik az adások után az RTL Moston osztottak meg minél több kulisszatitkot a tehetségkutató műsorról egy vadonatúj stúdióból.

## Műsorok felvételről

### Válogatók
Ebben az évadban is 14 éves kortól lehetett jelentkezni. A válogatókat 2019. június 14-től június 21-ig forgatták a Média Center Campona épületben. Az első válogató 2019. október 5-én került adásba. A táblázatokban a dőlt betűs nevek azon versenyzők nevei, akik korábban már jelentkeztek az X-Faktorba, de nem jutottak be az élő show-ba.

#### Első válogató (2019.október 5.)
| #  | Előadó                     | Életkor | Dal                                                 | Mentorok értékelése   | Mentorok értékelése   | Mentorok értékelése   | Mentorok értékelése   |
| #  | Előadó                     | Életkor | Dal                                                 | Puskás Peti           | Dallos Bogi           | ByeAlex               | Gáspár Laci           |
| -- | -------------------------- | ------- | --------------------------------------------------- | --------------------- | --------------------- | --------------------- | --------------------- |
| 1  | Kósz Bence                 | 19      | We All (Dallos Bogi)                                | ✖️                    | ✖️                    | ✖️                    | ✖️                    |
| 2  | Szűcs Laura                | 19      | We All (Dallos Bogi)                                | ✖️                    | ✖️                    | ✖️                    | ✖️                    |
| 3  | Bak Krisztián              | 26      | We All (Dallos Bogi)                                | ✖️                    | ✖️                    | ✖️                    | ✖️                    |
| 4  | Prés Zenekar               | –       | We All (Dallos Bogi)                                | ✖️                    | ✖️                    | ✖️                    | ✖️                    |
| 5  | Gentlemans                 | –       | Gyöngyhajú lány (Omega)                             | ✖️                    | ✖️                    | ✖️                    | ✖️                    |
| 6  | Bojás Eszter               | 15      | Nehéz vagyok (ByeAlex)                              | ✔                     | ✔                     | ✔                     | ✔                     |
| 7  | Lénárt Emese               | 23      | Parfüm (Boggie)                                     | ✖️                    | ✖️                    | ✖️                    | ✖️                    |
| 8  | Popa Gergő                 | 22      | The Rattlin' Bog (ír népdal)                        | ✔                     | ✔                     | ✖️                    | ✖️                    |
| 9  | Ábrahám Áron               | 19      | Enter Sandman (Metallica)                           | ✖️                    | ✔                     | ✖️                    | ✖️                    |
| 10 | Schmidt Réka               | 21      | Don’t Let Me Down (The Chainsmokers)                | ✖️                    | ✖️                    | ✖️                    | ✖️                    |
| 11 | Pilbát Jácinta             | 16      | Ddu-Du Ddu-Du (Blackpink)                           | ✖️                    | ✖️                    | ✖️                    | ✖️                    |
| 12 | Schmiedt Balázs            | 19      | Walk It Talk It (Migos ft. Drake)                   | Nem kapott értékelést | Nem kapott értékelést | Nem kapott értékelést | Nem kapott értékelést |
| 13 | Gödöllei Emánuel (MnlSide) | 18      | Messziről jöttem (saját szerzemény)                 | ✔                     | ✔                     | ✔                     | ✔                     |
| 14 | Inverz Duo                 | –       | Sexy And I Know It (LMFAO)                          | ✔                     | ✔                     | ✔                     | ✔                     |
| 15 | Lévai Zoltán               | 43      | Jég Hátán (Hooligans)                               | ✔                     | ✔                     | ✔                     | ✔                     |
| 15 | Lévai Zoltán               | 43      | Mielőtt végleg elmegyek (Bikini)                    | ✔                     | ✔                     | ✔                     | ✔                     |
| 16 | Antal Zita Melánia         | 14      | Dear Future Husband (Meghan Trainor)                | ✔                     | ✔                     | ✔                     | ✔                     |
| 17 | Tősér Bianka               | 20      | Ex's & Oh's (Elle King)                             | ✔                     | ✔                     | ✔                     | ✔                     |
| 18 | Oláh András                | 18      | Gangsta's Paradise (Coolio)                         | ✔                     | ✔                     | ✔                     | ✔                     |
| 19 | Balogh Antal               | 70      | Filléres emlékeim (Bródy János)                     | ✔                     | ✔                     | ✔                     | ✔                     |
| 20 | Vida Ádám Márk             | 22      | Madár, repülj! (Szekér Gergő)                       | ✖️                    | ✖️                    | ✖️                    | ✖️                    |
| 21 | Nagy Gábor                 | 43      | Photographic (Depeche Mode)                         | ✖️                    | ✖️                    | ✖️                    | ✖️                    |
| 22 | Katona Ervin               | 33      | N/A                                                 | ✖️                    | ✖️                    | ✖️                    | ✖️                    |
| 23 | Berényi Sára               | 16      | Fallin’ (Alicia Keys)                               | ✖️                    | ✖️                    | ✖️                    | ✖️                    |
| 24 | Özvegy Csabi (Libu)        | 44      | Ölelj át (saját szerzemény)                         | ✖️                    | ✖️                    | ✖️                    | ✖️                    |
| 25 | Szilágyi-Pető Barbara      | 18      | Valahonnan (Kollányi Zsuzsi x Lotfi Begi ft. Majka) | ✖️                    | ✖️                    | ✖️                    | ✖️                    |
| 26 | Akrouf Vivien              | 20      | Hagylak menni (Tolvai Reni)                         | Nem kapott értékelést | Nem kapott értékelést | Nem kapott értékelést | Nem kapott értékelést |
| 27 | Bagdi Enikő                | 19      | Pacify Her (Melanie Martinez)                       | ✔                     | ✔                     | ✔                     | ✔                     |

#### Második válogató (2019.október 12.)
| #  | Előadó                     | Életkor | Dal                                         | Mentorok értékelése | Mentorok értékelése | Mentorok értékelése | Mentorok értékelése |
| #  | Előadó                     | Életkor | Dal                                         | Puskás Peti         | Dallos Bogi         | ByeAlex             | Gáspár Laci         |
| -- | -------------------------- | ------- | ------------------------------------------- | ------------------- | ------------------- | ------------------- | ------------------- |
| 1  | Töreki Erzsébet            | 57      | Mima dala (Vörös Malom)                     | ✖️                  | ✔                   | ✔                   | ✖️                  |
| 2  | Nosztalgia Duó             | –       | Ígérd meg kislány (Kaczor Feri)             | ✖️                  | ✖️                  | ✖️                  | ✖️                  |
| 3  | Borbély Helén              | 38      | Ringó vállú csengeri violám (Marica grófnő) | ✖️                  | ✖️                  | ✖️                  | ✖️                  |
| 4  | Szabó Antal                | 26      | Hangokba Zárva (Bereczki Zoltán)            | ✖️                  | ✖️                  | ✖️                  | ✖️                  |
| 5  | Árkosi Tamás Péter         | 17      | Homokóra (Záray Márta-Vámosi János)         | ✔                   | ✔                   | ✖️                  | ✔                   |
| 6  | Csóka-Nyánku Tímea         | 44      | Érik a szőlő (Delta)                        | ✔                   | ✔                   | ✖️                  | ✔                   |
| 7  | Chmelár Veronika           | 67      | Blurred Lines (Robin Thicke)                | ✔                   | ✔                   | ✖️                  | ✔                   |
| 8  | Barna Gyula                | 57      | Horváth Pista egyenleg                      | ✔                   | ✔                   | ✖️                  | ✔                   |
| 9  | Horváth Adrián             | 26      | Feeling Good (Michael Bublé)                | ✔                   | ✔                   | ✔                   | ✔                   |
| 10 | C.O.O.L                    | –       | Ítélet Helyett / Pokolgép (Majka)           | ✔                   | ✔                   | ✔                   | ✔                   |
| 11 | Bujtor Barbara             | 25      | Barbie Dreams (Nicki Minaj)                 | ✔                   | ✔                   | ✔                   | ✔                   |
| 12 | Marschall Edina            | 16      | Love On The Brain (Rihanna)                 | ✔                   | ✔                   | ✔                   | ✔                   |
| 13 | Köti László (Brize)        | 19      | Szedd a lábad (saját szerzemény)            | ✔                   | ✔                   | ✔                   | ✔                   |
| 14 | Kovács Vivien Döniz        | 25      | Toxix (Britney Spears)                      | ✔                   | ✔                   | ✔                   | ✔                   |
| 15 | Hárlekin                   | –       | No Diggity (Blackstreet)                    | ✔                   | ✔                   | ✔                   | ✔                   |
| 16 | Tóth Szabina               | 36      | Csodák (saját szerzemény)                   | ✖️                  | ✖️                  | ✖️                  | ✖️                  |
| 17 | Bottka Ferenc Dominik      | 14      | All of Me (John Legend)                     | ✔                   | ✔                   | ✔                   | ✔                   |
| 18 | Reményi Béla               | 56      | Nád a házam teteje (MC Hawer és Tekknő)     | ✖️                  | ✔                   | ✖️                  | ✔                   |
| 19 | Suncity Brass              | –       | Pop egyvenleg                               | ✖️                  | ✖️                  | ✖️                  | ✖️                  |
| 20 | Schmidt Mónika             | 41      | I have a dream (ABBA)                       | ✖️                  | ✖️                  | ✖️                  | ✖️                  |
| 21 | Tegzes Zsolt               | 49      | With Or Without You (U2)                    | ✖️                  | ✖️                  | ✖️                  | ✔                   |
| 22 | Szilárd és Adruss          | –       | Fény az éjszakában (saját szerzemény)       | ✖️                  | ✖️                  | ✖️                  | ✖️                  |
| 23 | Szabó Csilla Viktória      | 21      | Stay (Rihanna ft. Mikky Ekko)               | ✖️                  | ✖️                  | ✖️                  | ✖️                  |
| 24 | Kertész Csanád             | 18      | Psychopath (saját szerzemény)               | ✖️                  | ✖️                  | ✖️                  | ✖️                  |
| 25 | Vágó Bernadett             | 15      | Daddy Cool (Boney M.)                       | ✔                   | ✖️                  | ✖️                  | ✖️                  |
| 26 | Huszár Aletta              | 17      | Mercy (Duffy)                               | ✔                   | ✔                   | ✔                   | ✔                   |
| 27 | Rácz Vanessza (Dolce Vita) | 23      | Táncolj! (Desperado)                        | ✖️                  | ✔                   | ✖️                  | ✖️                  |
| 28 | Maria Mamah                | 35      | Bills (LunchMoney Lewis)                    | ✔                   | ✔                   | ✔                   | ✔                   |
| 29 | Still Undefined            | –       | Bujdosó köz 1 (saját szerzemény)            | ✔                   | ✔                   | ✔                   | ✔                   |
| 30 | Csibi Annamária            | 22      | Álmom vár (A hercegnő és a béka)            | ✔                   | ✔                   | ✔                   | ✔                   |
| 31 | László Enikő               | 17      | Love On The Brain (Rihanna)                 | ✔                   | ✔                   | ✔                   | ✔                   |
| 32 | Nagy Máté                  | 18      | I Feel Like I'm Drowning (Two Feet)         | ✔                   | ✔                   | ✔                   | ✔                   |
| 33 | Budai Bíborka              | 16      | Never Tear Us Apart (Paloma Faith)          | ✔                   | ✔                   | ✔                   | ✔                   |
| 34 | Getyinás Attila            | 15      | Mondd, mért szeretsz Te mást (Máté Péter)   | ✔                   | ✔                   | ✔                   | ✔                   |

#### Harmadik válogató (2019.október 19.)
| #  | Előadó                             | Életkor | Dal                                                        | Mentorok értékelése   | Mentorok értékelése   | Mentorok értékelése   | Mentorok értékelése   |
| #  | Előadó                             | Életkor | Dal                                                        | Peti                  | Bogi                  | ByeAlex               | Laci                  |
| -- | ---------------------------------- | ------- | ---------------------------------------------------------- | --------------------- | --------------------- | --------------------- | --------------------- |
| 1  | Góz Bernadett                      | 24      | Mindenki valakié (Charlie)                                 | ✖️                    | ✖️                    | ✖️                    | ✖️                    |
| 2  | Szabó Franciska                    | 33      | The Dica Dance (Inva Mula)                                 | ✖️                    | ✖️                    | ✖️                    | ✖️                    |
| 3  | Horváth Botond                     | 15      | Botondnak hívnak (saját szerzemény)                        | ✖️                    | ✖️                    | ✖️                    | ✖️                    |
| 4  | László Richárd                     | 25      | El Baño (Enrique Iglesias)                                 | ✖️                    | ✖️                    | ✖️                    | ✖️                    |
| 5  | Hujber Dávid                       | 26      | Várj, míg felkel majd a nap (V’Moto-Rock - Demjén Ferenc)  | ✔                     | ✔                     | ✔                     | ✔                     |
| 6  | Ruszó Tibor                        | 15      | Rád gondolok (Kökény Attila)                               | ✔                     | ✔                     | ✔                     | ✔                     |
| 7  | Oliveri Giuseppe (senkise x hiro)  | 19      | korskorskors (Senkise x Hiro)                              | ✔                     | ✖️                    | ✔                     | ✔                     |
| 8  | Karalyos Márk                      | 17      | Füst (saját szerzemény)                                    | ✔                     | ✔                     | ✔                     | ✔                     |
| 9  | Tóth Balázs (Blite)                | 20      | EHM (saját szerzemény)                                     | ✔                     | ✔                     | ✔                     | ✔                     |
| 10 | Aster 24                           | –       | Ne add fel (saját szerzemény)                              | ✔                     | ✔                     | ✔                     | ✔                     |
| 11 | Hadas Alfréd (The Untouchable)     | 17      | I love you all (saját szerzemény)                          | ✔                     | ✔                     | ✔                     | ✔                     |
| 12 | Németh Zénó Bertalan               | 17      | Miattatok lettem (saját szerzemény)                        | ✔                     | ✔                     | ✔                     | ✔                     |
| 13 | Markovics Kristóf (Vits)           | 17      | Úri hölgy (saját szerzemény)                               | ✔                     | ✔                     | ✔                     | ✔                     |
| 14 | Gálosiné Sohonyai Éva              | 36      | Bang, Bang (Jessie J, Ariana Grande, Nicki Minaj)          | ✔                     | ✔                     | ✔                     | ✔                     |
| 15 | Speranta                           | –       | Kis kece lányom - Ha megfogom az ördögöt (népdal egyveleg) | ✔                     | ✔                     | ✔                     | ✔                     |
| 16 | Herbert Shaw                       | 40      | I Need A Dollar (Aloe Blacc)                               | ✔                     | ✔                     | ✔                     | ✔                     |
| 17 | Livingroom                         | –       | Tengerszem (saját szerzemény)                              | ✔                     | ✔                     | ✔                     | ✔                     |
| 18 | Nagy Béla (Mc Béci)                | 34      | Mizu (Fluor)                                               | ✖️                    | ✖️                    | ✖️                    | ✖️                    |
| 19 | Böjte Réka                         | 29      | Don't Stop Me Now (Queen)                                  | ✖️                    | ✖️                    | ✖️                    | ✖️                    |
| 20 | Farkas Georgina                    | 46      | Boldog Születésnapot (Halász Judit)                        | ✖️                    | ✖️                    | ✖️                    | ✖️                    |
| 21 | Csabi Eugénia                      | 41      | My Heart Will Go On (Celine Dion)                          | ✖️                    | ✖️                    | ✖️                    | ✖️                    |
| 22 | Acsai Gabriella                    | 51      | Csillagok aranya (Mozart musical)                          | ✖️                    | ✖️                    | ✖️                    | ✖️                    |
| 23 | Burszán Vera                       | 41      | Péterről, Pálról, és Ágnesről (saját népdal, acapella)     | ✖️                    | ✖️                    | ✖️                    | ✖️                    |
| 24 | Vanessa Bebbington                 | 34      | We Found Love (Rihanna ft. Calvin Harris)                  | ✖️                    | ✖️                    | ✖️                    | ✖️                    |
| 25 | Nagy Alexandra                     | 18      | And I'm Telling You (Jennifer Hudson)                      | ✖️                    | ✖️                    | ✖️                    | ✔️                    |
| 26 | Subiné Szajkó Tímea (Loca Pantera) | 31      | Az a srác (saját szerzemény)                               | Nem kapott értékelést | Nem kapott értékelést | Nem kapott értékelést | Nem kapott értékelést |
| 27 | Istenes Márk                       | 14      | You Know My Name (Chris Cornell)                           | ✔                     | ✔                     | ✔                     | ✔                     |
| 28 | Farkas Károly                      | 14      | And I'm Telling You (Jennifer Hudson)                      | ✔                     | ✔                     | ✔                     | ✔                     |
| 29 | Bocskai Mercédesz (Merci B)        | 14      | Broken Vow (Lara Fabian)                                   | ✔                     | ✔                     | ✔                     | ✔                     |
| 30 | Morgan Matilda                     | 15      | A Thousand Years (Christina Perri)                         | ✔                     | ✔                     | ✔                     | ✔                     |
| 31 | Kalányos Mária                     | 14      | Holnap hajnalig (Neoton Família)                           | ✔                     | ✔                     | ✔                     | ✔                     |
| 32 | Márity Szonja                      | 15      | Crazy In Love (Beyoncé)                                    | ✔                     | ✔                     | ✔                     | ✔                     |
| 33 | Vanek Andor                        | 16      | Never Enough (A legnagyobb showman filmzene)               | ✔                     | ✔                     | ✔                     | ✔                     |

#### Negyedik válogató (2019.október 26.)
| #  | Előadó                      | Életkor | Dal                                                                     | Mentorok értékelése   | Mentorok értékelése   | Mentorok értékelése   | Mentorok értékelése   |
| #  | Előadó                      | Életkor | Dal                                                                     | Peti                  | Bogi                  | ByeAlex               | Laci                  |
| -- | --------------------------- | ------- | ----------------------------------------------------------------------- | --------------------- | --------------------- | --------------------- | --------------------- |
| 1  | Hamar János                 | 45      | Nyáron nyalni (saját szerzemény)                                        | ✖️                    | ✖️                    | ✔                     | ✖️                    |
| 2  | Erdős Judit                 | 35      | Ébredj fel (saját szerzemény)                                           | ✖️                    | ✖️                    | ✖️                    | ✖️                    |
| 3  | Frankovics György           | 35      | Szabadság dala (saját szerzemény)                                       | ✖️                    | ✖️                    | ✖️                    | ✖️                    |
| 4  | Nagy Edina                  | 26      | Görbitz Anita (saját szerzemény)                                        | ✖️                    | ✖️                    | ✖️                    | ✖️                    |
| 5  | Sárközi András (Zsa Bandi)  | 21      | Zsa Bandi: Zsa Bandi (saját szerzemény)                                 | ✖️                    | ✖️                    | ✖️                    | ✖️                    |
| 6  | Kalandor Zenekar            | –       | Maradj velem (saját szerzemény)                                         | ✔                     | ✔                     | ✔                     | ✖️                    |
| 7  | Lakatos Anita               | 18      | Russian Roulette (Rihanna)                                              | ✔                     | ✔                     | ✔                     | ✔                     |
| 8  | Alone in the Moon           | –       | Ruin pop (saját szerzemény)                                             | ✔                     | ✔                     | ✔                     | ✔                     |
| 9  | Khamitova Madina            | 19      | Perfect (Ed Sheeran)                                                    | ✔                     | ✔                     | ✔                     | ✔                     |
| 10 | Nagy Gábor                  | 69      | Pár hang a gitáron (Szenes Iván - Nagy Gábor)                           | ✔                     | ✔                     | ✔                     | ✔                     |
| 11 | Nagy Zsombor (Zséthoven)    | 24      | Homo sapiens (saját szerzemény)                                         | ✔                     | ✔                     | ✔                     | ✔                     |
| 12 | Isuma Kosi                  | 19      | Lucid Dreams (Juice Wrld)                                               | ✔                     | ✔                     | ✔                     | ✔                     |
| 13 | Ács Cintia                  | 20      | Back to Black (Amy Winehouse)                                           | ✔                     | ✔                     | ✔                     | ✔                     |
| 14 | Tarján Balázs               | 47      | Help (The Beatles)                                                      | ✖️                    | ✖️                    | ✖️                    | ✔                     |
| 15 | Repülő nagyik               | –       | Ének az esőben                                                          | ✖️                    | ✖️                    | ✖️                    | ✖️                    |
| 16 | Fábián Viktor               | 17      | 7 Óra (Ariana Grande Feldolgozás)                                       | ✖️                    | ✖️                    | ✖️                    | ✖️                    |
| 17 | Bernáth Henrietta           | 46      | Orchidea (saját szerzemény)                                             | ✖️                    | ✖️                    | ✖️                    | ✖️                    |
| 18 | Horváth Béla                | 33      | Saját mix                                                               | ✔                     | ✔                     | ✔                     | ✔                     |
| 19 | Oglizán András (Ogli G)     | 44      | Pillangók (saját szerzemény)                                            | Nem kapott értékelést | Nem kapott értékelést | Nem kapott értékelést | Nem kapott értékelést |
| 20 | Bekar Modebadze             | 32      | Adandali (Orera)                                                        | ✔                     | ✔                     | ✔                     | ✔                     |
| 21 | Varga Amanda Ramóna         | 15      | Marvin Gaye (Charlie Puth ft. Meghan Trainor)                           | ✔                     | ✔                     | ✔                     | ✔                     |
| 22 | Mezei Kata (Miss Kat)       | 28      | Toxic (Britney Spears)                                                  | ✔                     | ✔                     | ✔                     | ✔                     |
| 23 | Shiraz Carmi                | 18      | Stayin' Alive (Bee Gees)                                                | ✔                     | ✔                     | ✔                     | ✔                     |
| 24 | Horváth Jázmin              | 17      | idontwannabeyouanymore (Billie Eilish)                                  | ✔                     | ✔                     | ✔                     | ✔                     |
| 25 | Kokics Dominika             | 20      | I Wanna Dance With Somebody (Whitney Houston)                           | ✔                     | ✔                     | ✔                     | ✔                     |
| 26 | Burai Renátó                | 26      | Runaway Baby (Bruno Mars)                                               | ✔                     | ✔                     | ✔                     | ✔                     |
| 27 | Demeter Róbert              | 29      | Versace On The Floor (Bruno Mars)                                       | ✖️                    | ✖️                    | ✖️                    | ✖️                    |
| 28 | Macsinga Szandra            | 26      | Never Give Up (Sia)                                                     | ✖️                    | ✖️                    | ✖️                    | ✖️                    |
| 29 | Kéri Péter                  | 26      | Az én játszmám (Faded Lif)                                              | ✖️                    | ✖️                    | ✖️                    | ✖️                    |
| 30 | Varga László Brendon        | 23      | As Long As You Love Me (Justin Bieber)                                  | ✖️                    | ✖️                    | ✖️                    | ✖️                    |
| 31 | Hörcher László              | N/A     | Kuss a legyőzötteknek (Udvarias Tömeggyilkos)                           | Nem kapott értékelést | Nem kapott értékelést | Nem kapott értékelést | Nem kapott értékelést |
| 32 | Zdroba Patrik               | 26      | And I Am Telling You (Jennifer Hudson)                                  | ✔                     | ✔                     | ✖️                    | ✔                     |
| 33 | Polonkai Renáta Gertrúd     | 20      | Alive (Sia)                                                             | ✖️                    | ✖️                    | ✖️                    | ✔                     |
| 34 | Stolen Heart                | –       | Élnünk kellett volna (Halott Pénz)                                      | ✖️                    | ✖️                    | ✖️                    | ✖️                    |
| 35 | Asztalos Adrienn Tímea      | 25      | Monday Morning (Melanie Fiona)                                          | ✖️                    | ✖️                    | ✖️                    | ✔                     |
| 36 | Nagy Erik                   | 25      | Heroes (Måns Zelmerlöw)                                                 | ✖️                    | ✖️                    | ✖️                    | ✔                     |
| 37 | Aktil Duó                   | –       | korskorskors (Senkise x Hiro)                                           | ✖️                    | ✖️                    | ✖️                    | ✔                     |
| 38 | Gebei Alexander             | 18      | Barát (saját szerzemény)                                                | ✔                     | ✔                     | ✖️                    | ✖️                    |
| 39 | Vaszari Gábor               | 39      | Két pejló (Delta)                                                       | ✖️                    | ✖️                    | ✖️                    | ✔                     |
| 40 | Varga Roland                | 22      | Szakad a kép (saját szerzemény)                                         | ✖️                    | ✖️                    | ✖️                    | ✖️                    |
| 41 | Mikus Edvárd                | 22      | Dobbanás (saját szerzemény)                                             | ✖️                    | ✔                     | ✖️                    | ✖️                    |
| 42 | Nagy László (Rap King 2840) | 19      | Egy lap, na meg egy toll és az életem mindent elmond (saját szerzemény) | ✖️                    | ✖️                    | ✔                     | ✖️                    |
| 43 | Pintér István               | 30      | Csókkirály (Hungária)                                                   | ✖️                    | ✖️                    | ✖️                    | ✔                     |
| 44 | Dárdai Blanka               | 20      | I say a little prayer (Aretha Franklin)                                 | ✔                     | ✔                     | ✔                     | ✔                     |

### A Tábor
A Tábor forgatása 2019. július 21-től július 26-ig tartott. A Tábor 2019. november 2-án és 3-án kerül adásba. A Tábor első és egyben legfontosabb feladata a csoportos feladat volt, 4 fős csoportokban. Ezután a mentorok megtudták, hogy melyik kategóriával dolgozhatnak együtt, utána következett a már jól ismert székes feladat, ahol hat szék volt elhelyezve a színpad szélén és a zsűri kategóriánként meghallgatta a produkciókat, ami után mind a négyen mondhattak véleményt, de döntést csak az adott kategória mentora hozhatott. Ha az adott kategória mentora leültetett egy versenyzőt, az nem jelentett automatikus továbbjutást, ugyanis ha a mentor leültetett valakit, viszont minden szék foglalt volt, akkor fel kellett állítania valakit.

#### Székes feladat
| – | Továbbjutott versenyző                 |
| – | Leültetett, majd felállított versenyző |
| – | Egyből kiesett versenyző               |

| #  | Előadó              | Dal                                                    | Mentor döntése | Csere          |
| -- | ------------------- | ------------------------------------------------------ | -------------- | -------------- |
| 1  | Lakatos Anita       | Hallelujah (Leonard Cohen)                             | 1. szék        | Bagdi Enikő    |
| 2  | Győrfi Dzsenifer    | Dangerous Woman (Ariana Grande)                        | 2. szék        | Bojás Eszter   |
| 3  | Tősér Bianka        | Mama Do (Uh Oh, Uh Oh) (Pixie Lott)                    | 3. szék        | Horváth Jázmin |
| 4  | Huszár Aletta       | Killing Me Softly with His Song (Fugees & Zhavia Ward) | 4. szék        | –              |
| 5  | Kalányos Mária      | Homokba írva (Pintér Béla)                             | 5. szék        | Dárdai Blanka  |
| 6  | Antal Zita Melánia  | All About That Bass (Meghan Trainor)                   | 6. szék        | –              |
| 7  | Balogh Kitti        | I Have Nothing (Whitney Houston)                       | Kiesett        | –              |
| 8  | Varga Amanda Ramóna | Ex’s & Oh’s (Elle King)                                | Kiesett        | –              |
| 9  | Budai Bíborka       | Nothing Breaks Like A Heart (Miley Cyrus)              | Kiesett        | –              |
| 10 | Rácz Evelin         | Fight Song (Rachel Platten)                            | Kiesett        | –              |
| 11 | Bora Fanni          | Mizu (Fluor Tomi)                                      | Kiesett        | –              |
| 12 | Bojás Eszter        | Olyan Ő (Bagossy Brothers Company)                     | 2. szék        | –              |
| 13 | Bagdi Enikő         | Blood // Water (Grandson)                              | 1. szék        | –              |
| 14 | Horváth Jázmin      | my boy (Billie Ellish)                                 | 3. szék        | Ács Cintia     |
| 15 | Dárdai Blanka       | Trick Me (Kelis)                                       | 5. szék        | –              |
| 16 | Ács Cintia          | when the party’s over (Billie Ellish)                  | 3. szék        | –              |

| #  | Előadó            | Dal                                      | Mentor döntése | Csere |
| -- | ----------------- | ---------------------------------------- | -------------- | ----- |
| 1  | Horváth Adrián    | Forgószél (Király Viktor)                | Kiesett        | –     |
| 2  | Fehér Andor       | Aven Romale (saját szerzemény)           | Kiesett        | –     |
| 3  | Belső Csaba       | Mulatási (saját szerzemény)              | Kiesett        | –     |
| 4  | Rock Lívia        | Rather Be (Clean Bandit ft. Jess Glynne) | Kiesett        | –     |
| 5  | Szentirmai Zsolt  | Don’t Stop Believin’ (Jurney)            | Kiesett        | –     |
| 6  | Hujber Dávid      | A szeretet él (Gáspár Laci)              | Kiesett        | –     |
| 7  | Burai Renátó      | Impossible (James Arthur)                | 1. szék        | –     |
| 8  | Bujtor Barbara    | If It Hadn’'t Been For Love (Adele)      | 2. szék        | –     |
| 9  | Maria Mama        | Bodak Yellow (Cardi B)                   | 3. szék        | –     |
| 10 | Herbert Shaw      | Easy (The Commodores)                    | 4. szék        | –     |
| 11 | Balogh Antal Géza | Hova tűntek azok az évek (Bródy János)   | 5. szék        | –     |
| 12 | Barkóczi Beáta    | Hány éjjel vártam (Vincze Viktória)      | Kiesett        | –     |
| 13 | Zdroba Patrik     | The Final Countdown (Europe)             | 6. szék        | –     |

| #  | Előadó            | Dal                                                    | Mentor döntése | Csere            |
| -- | ----------------- | ------------------------------------------------------ | -------------- | ---------------- |
| 1  | Livingroom        | Kirakat élek (saját szerzemény)                        | 1. szék        | Speranta         |
| 2  | Take 3            | God Is A Woman (Ariana Grande)                         | 2. szék        | –                |
| 3  | N.A.K. Prod       | Kicsi lány (saját szerzemény)                          | 3. szék        | Inverz Duo       |
| 4  | Still Undefined   | Green God (saját szerzemény)                           | 4. szék        | Kalandor Zenekar |
| 5  | Plan B            | Hajnali köd (saját szerzemény)                         | 5. szék        | –                |
| 6  | C.O.O.L.          | Shallow (Lady Gaga & Bradley Cooper)                   | 6. szék        | –                |
| 7  | The Flame         | Origo (Pápai Joci)                                     | Kiesett        | –                |
| 8  | Alone in the Moon | Digital (saját szerzemény)                             | Kiesett        | –                |
| 9  | Hárlekin          | Rocket Man (Elton John)                                | Kiesett        | –                |
| 10 | PND               | Sugar (Robin Schulz)                                   | Kiesett        | –                |
| 11 | Inverz Duo        | Thriller (Michael Jackson) Wild Wild West (Will Smith) | 3. szék        | –                |
| 12 | Kalandor Zenekar  | Nagymamám (saját szerzemény)                           | 4. szék        | –                |
| 13 | Speranta          | Győz a jó (Oláh Gergő)                                 | 1. szék        | –                |

| #  | Előadó                         | Dal                                        | Mentor döntése | Csere                 |
| -- | ------------------------------ | ------------------------------------------ | -------------- | --------------------- |
| 1  | Hadas Alfréd (The Untouchable) | Fast Life (sajét szerzemény)               | 1. szék        | –                     |
| 2  | Isuma Kosi                     | Jealous (Labirinth)                        | 2. szék        | Gödöllei Emánuel      |
| 3  | Nagy Máté                      | Too Close (Alex Clare)                     | Kiesett        | –                     |
| 4  | Tóth Sámuel                    | Bárhol jársz (Mario)                       | Kiesett        | –                     |
| 5  | Farkas Károly                  | A boldogság nekem te vagy (Takács Nicolas) | Kiesett        | –                     |
| 6  | Istenes Márk                   | It’'s My Life (Bon Jovi)                   | Kiesett        | –                     |
| 7  | Ruszó Tibor                    | Végső állomás (United)                     | 3. szék        | –                     |
| 8  | Markovics Kristóf (Vits)       | 17 éves fejjel (saját szerzemény)          | 4. szék        | –                     |
| 9  | Németh Zénó Bertalan           | Mi van veletek (saját szerzemény)          | 5. szék        | Kóti László           |
| 10 | Getyinás Attila                | Szállj fel magasra (Piramis)               | 6. szék        | Vanek Andor           |
| 11 | Kóti László (Braze)            | Zoomok (saját szerzemény)                  | 5. szék        | Bottka Ferenc Dominik |
| 12 | Vanek Andor                    | lovely (Billie Ellish & Khalid)            | 6. szék        | –                     |
| 13 | Bottka Ferenc Dominik          | Read All About It (Emeli Sandé)            | 5. szék        | –                     |
| 14 | Gödöllei Emánuel (MNLSide)     | Changes (XXXTentacion)                     | 2. szék        | –                     |

### Mentorok háza
A Mentorok házát 2019 augusztusában forgatták. Mentorok háza 2019. november 9-én és 10-én kerül adásba. Az adott kategóriából 3 fő jutott tovább a TOP 12-be, vagyis az élő show-ba. A kilencedik évadban sem voltak a döntést segítő vendégelőadók, hanem mind a négy mentor meghallgatta kategóriánként a produkciókat, majd az adott kategória mentora két versenyzőt automatikusan az élő show-ba juttatott, kettőnek a sorsát pedig a többi mentorra bízta, akik közülük választották ki a harmadik továbbjutót. Az alábbi táblázátban a továbbjutók nevei vastag betűkkel vannak szedve, a mentoruk által a többi mentorra bízott versenyzők nevei dőlt betűkkel vannak szedve.
| Mentor      | Kategória       | Versenyzők            | Versenyzők                | Versenyzők       | Versenyzők   | Versenyzők        | Versenyzők           | Forgatási helyszín |
| ----------- | --------------- | --------------------- | ------------------------- | ---------------- | ------------ | ----------------- | -------------------- | ------------------ |
| Dallos Bogi | Lányok          | Ács Cintia            | Antal Zita Melánia        | Bagdi Enikő      | Bojás Eszter | Dárdai Blanka     | Huszár Aletta Celina | Etyek              |
| ByeAlex     | Fiúk            | Bottka Ferenc Dominik | Gödöllei Emánuel "Manuel" | Hadas Alfréd     | Ruszó Tibor  | Markovics Kristóf | Vanek Andor          | Etyek              |
| Gáspár Laci | 25 év felettiek | Balogh Antal          | Bujtor Barbara            | Burai Renátó     | Helbert Shaw | Maria Mamah       | Zdroba Patrik        | Etyek              |
| Puskás Peti | Zenekarok       | C.O.O.L               | Inverz Duo                | Kalandor Zenekar | Plan B       | Speranta          | Take 3               | Etyek              |

### Produkciók
| – | A versenyző automatikusan továbbjutott                              |
| – | A versenyző automatikusan kiesett                                   |
| – | A versenyzőt a mentora a többi mentorra bízta, akik továbbjuttatták |
| - | A versenyzőt a mentora a többi mentorra bízta, akik kiejtették      |

| #  | Előadó            | Dal                                 | Eredmény     |
| -- | ----------------- | ----------------------------------- | ------------ |
| 1. | Bujtor Barbara    | What a Man (Salt-N-Pepa & En Vogue) | Kiesett      |
| 2. | Herbert Shaw      | Regulate (Warren G)                 | Kiesett      |
| 3. | Burai Renátó      | Azt mondtad (Dánielfy Gergely)      | Továbbjutott |
| 4. | Zdroba Patrik     | Always (Bon Jovi)                   | Továbbjutott |
| 5. | Maria Mama        | Stressed Out (Twenty One Pilots)    | Kiesett      |
| 6. | Balogh Antal Géza | Ha én rózsa volnék (Koncz Zsuzsa)   | Továbbjutott |

| Lányok (Dallos Bogi) | Lányok (Dallos Bogi) | Lányok (Dallos Bogi)              | Lányok (Dallos Bogi) |
| #                    | Előadó               | Dal                               | Eredmény             |
| -------------------- | -------------------- | --------------------------------- | -------------------- |
| 1.                   | Ács Cintia           | Lose Yourself (Andra Day, Eminem) | Kiesett              |
| 2.                   | Antal Zita Melánia   | Reggeli dal (Szeder)              | Kiesett              |
| 3.                   | Bagdi Enikő          | Summertime Sadness (Lana Del Rey) | Továbbjutott         |
| 4.                   | Dárdai Blanka        | A Woman’'s Worth (Alicia Keys)    | Továbbjutott         |
| 5.                   | Bojás Eszter         | Kanyargó ösvény (Hiperkarma)      | Kiesett              |
| 6.                   | Huszár Aletta        | Dark Side (Bishop Briggs)         | Továbbjutott         |

| #  | Előadó           | Dal                                                 | Eredmény     |
| -- | ---------------- | --------------------------------------------------- | ------------ |
| 1. | Plan B           | Élvezd (Punnany Massif)                             | Kiesett      |
| 2. | C.O.O.L          | #tevagya (USNK)                                     | Továbbjutott |
| 3. | Speranta         | Árok árok, Száraz a bokor a mezőn (Népdal egyveleg) | Továbbjutott |
| 4. | Kalandor Zenekar | Nem számít (Saját szerzemény)                       | Kiesett      |
| 5. | Take 3           | Black Magic (Little Mix)                            | Továbbjutott |
| 6. | Inverz Duo       | Dédapám (Skorpió)                                   | Kiesett      |

| #  | Előadó                | Dal                               | Eredmény     |
| -- | --------------------- | --------------------------------- | ------------ |
| 1. | Hadas Alfréd          | Broken (saját szerzemény)         | Kiesett      |
| 2. | Ruszó Tibor           | Úgy mentél el (Bangó Margit)      | Továbbjutott |
| 3. | Markovics Kristóf     | Drága nagymama (saját szerzemény) | Kiesett      |
| 4. | Bottka Ferenc Dominik | Maradj velem (Balázs Fecó)        | Kiesett      |
| 5. | Gödöllei Emánuel      | Ketten (saját szerzemény)         | Továbbjutott |
| 6. | Vanek Andor           | 17 (Zhavia)                       | Továbbjutott |

### A továbbjutók
– Nyertes
     – Második helyezett
     – Harmadik helyezett
| Mentor      | Kategória       | Versenyzők                | Versenyzők        | Versenyzők                |
| Mentor      | Kategória       | Mentor választása         | Mentor választása | A többi mentor választása |
| ----------- | --------------- | ------------------------- | ----------------- | ------------------------- |
| Dallos Bogi | Lányok          | Bagdi Enikő               | Dárdai Blanka     | Huszár Aletta Celina      |
| ByeAlex     | Fiúk            | Gödöllei Emánuel "Manuel" | Vanek Andor       | Ruszó Tibor               |
| Gáspár Laci | 25 év felettiek | Burai Renátó              | Zdroba Patrik     | Balogh Antal              |
| Puskás Peti | Zenekarok       | C.O.O.L                   | Take 3            | Speranta                  |

## Élő műsorok
Az első élő show 2019. november 16-án került képernyőre. A kilencedik évadban a nyolcadik évadhoz hasonlóan négy széket helyeztek el a stúdióban, erre azok ülhettek, akiket a mentorok szerettek volna továbbjuttatni a következő hétre. A széken ülő versenyzők cserélődhettek az adás során. A második héten már csak három, a harmadik és a negyedik héten pedig két biztonságot jelentő szék volt elhelyezve a stúdióban. Az adott versenyző akkor ülhetett le, ha három mentor is a leültetés mellett szavazott. Ha egy versenyzőt a mentorok leültettek, de a négy szék akkor már foglalt volt, a nézők 90 másodperc szavazási időt kaptak. A szavazás lezárása után a legkevesebb szavazattal rendelkező versenyzőnek át kellett adnia a helyét. A nézői voksok alapján újabb négy versenyző jutott be a következő élő adásba. A szabályok értelmében az első héten négy produkció számára ért véget a verseny. A második és a harmadik héten kettő, a negyedik héten egy versenyző számára ért véget a verseny. Az utolsó héten ezúttal is csak szombaton volt adás, ahol nem voltak székek és csak a nézői voksokon múlt a versenyzők sorsa. Tehát ebben az évadban is mindössze öt élő adás volt.

### Összesített eredmények
Jelmagyarázat
| – | Lányok (Dallos Bogi)                                                      |
| – | Fiúk (ByeAlex)                                                            |
| – | 25 év felettiek (Gáspár Laci)                                             |
| – | Zenekarok (Puskás Peti)                                                   |
| – | A versenyzőt a zsűri juttatta tovább                                      |
| – | A versenyző a nézői voksokkal jutott tovább                               |
| – | A versenyzőt nem juttatta tovább sem a zsűri, sem a közönség, így kiesett |

| #       | Versenyző     | 1. hét (november 16.)          | 2. hét (november 23.)             | 3. hét (november 30.)             | 3. hét (november 30.)             | 4. hét (december 7.)              | 5. hét- Finálé (december 14.)     | 5. hét- Finálé (december 14.)     |
| #       | Versenyző     | 1. hét (november 16.)          | 2. hét (november 23.)             | Első kör                          | második kör                       | 4. hét (december 7.)              | Első kör                          | Második kör                       |
| ------- | ------------- | ------------------------------ | --------------------------------- | --------------------------------- | --------------------------------- | --------------------------------- | --------------------------------- | --------------------------------- |
| 1.      | Ruszó Tibi    | 1-4. Mentorok döntése          | 1-3. Mentorok döntése             | Továbbjutott                      | 1-2. Mentorok döntése             | 1-2. Mentorok döntése             | 1. Nézői szavazatok               | Győztes                           |
| 2.      | Vanek Andor   | 5-8. Nézői szavazatok          | 4-6. Nézői szavazatok             | Továbbjutott                      | 3-4. Nézői szavazatok             | 3. Nézői szavazatok               | 2. Nézői szavazatok               | 2. helyezett                      |
| 3.      | Zdroba Patrik | 5-8. Nézői szavazatok          | 1-3. Mentorok döntése             | Továbbjutott                      | 1-2. Mentorok döntése             | 1-2. Mentorok döntése             | 3. helyezett Nézői szavazatok     | 3. helyezett Nézői szavazatok     |
| 4.      | Manuel        | 1-4. Mentorok döntése          | 1-3. Mentorok döntése             | Továbbjutott                      | 3-4. Nézői szavazatok             | 4. Nézői szavazatok               | Kiesett (4. hét) Nézői szavazatok | Kiesett (4. hét) Nézői szavazatok |
| 5.      | Burai Renátó  | 1-4. Mentorok döntése          | 4-6. Nézői szavazatok             | Továbbjutott                      | 5. Nézői szavazatok               | Kiesett (3. hét) Nézői szavazatok | Kiesett (3. hét) Nézői szavazatok | Kiesett (3. hét) Nézői szavazatok |
| 6.      | Bagdi Enikő   | 5-8. Nézői szavazatok          | 4-6. Nézői szavazatok             | 6. Nézői szavazatok               | Kiesett (3. hét) Nézői szavazatok | Kiesett (3. hét) Nézői szavazatok | Kiesett (3. hét) Nézői szavazatok | Kiesett (3. hét) Nézői szavazatok |
| 7-8.    | Dárdai Blanka | 1-4. Mentorok döntése          | 7-8. Nézői szavazatok             | Kiesett (2. hét) Nézői szavazatok | Kiesett (2. hét) Nézői szavazatok | Kiesett (2. hét) Nézői szavazatok | Kiesett (2. hét) Nézői szavazatok | Kiesett (2. hét) Nézői szavazatok |
| 7-8.    | Take 3        | 5-8. Nézői szavazatok          | 7-8. Nézői szavazatok             | Kiesett (2. hét) Nézői szavazatok | Kiesett (2. hét) Nézői szavazatok | Kiesett (2. hét) Nézői szavazatok | Kiesett (2. hét) Nézői szavazatok | Kiesett (2. hét) Nézői szavazatok |
| 9-12.   | Anti bácsi    | 9-12. Nézői szavazatok         | Kiesett (1. hét) Nézői szavazatok | Kiesett (1. hét) Nézői szavazatok | Kiesett (1. hét) Nézői szavazatok | Kiesett (1. hét) Nézői szavazatok | Kiesett (1. hét) Nézői szavazatok | Kiesett (1. hét) Nézői szavazatok |
| 9-12.   | C.O.O.L       | 9-12. Nézői szavazatok         | Kiesett (1. hét) Nézői szavazatok | Kiesett (1. hét) Nézői szavazatok | Kiesett (1. hét) Nézői szavazatok | Kiesett (1. hét) Nézői szavazatok | Kiesett (1. hét) Nézői szavazatok | Kiesett (1. hét) Nézői szavazatok |
| 9-12.   | Huszár Aletta | 9-12. Nézői szavazatok         | Kiesett (1. hét) Nézői szavazatok | Kiesett (1. hét) Nézői szavazatok | Kiesett (1. hét) Nézői szavazatok | Kiesett (1. hét) Nézői szavazatok | Kiesett (1. hét) Nézői szavazatok | Kiesett (1. hét) Nézői szavazatok |
| 9-12.   | Speranta      | 9-12. Nézői szavazatok         | Kiesett (1. hét) Nézői szavazatok | Kiesett (1. hét) Nézői szavazatok | Kiesett (1. hét) Nézői szavazatok | Kiesett (1. hét) Nézői szavazatok | Kiesett (1. hét) Nézői szavazatok | Kiesett (1. hét) Nézői szavazatok |
| Kiesett | Kiesett       | Anti bácsi nézői szavazatok    | Dárdai Blanka nézői szavazatok    | Bagdi Enikő nézői szavazatok      | Bagdi Enikő nézői szavazatok      | Manuel nézői szavazatok           | Zdroba Patrik 3. helyezett        | Vanek Andor 2. helyezett          |
| Kiesett | Kiesett       | C.O.O.L nézői szavazatok       | Dárdai Blanka nézői szavazatok    | Bagdi Enikő nézői szavazatok      | Bagdi Enikő nézői szavazatok      | Manuel nézői szavazatok           | Zdroba Patrik 3. helyezett        | Vanek Andor 2. helyezett          |
| Kiesett | Kiesett       | Huszár Aletta nézői szavazatok | Take 3 nézői szavazatok           | Burai Renátó nézői szavazatok     | Burai Renátó nézői szavazatok     | Manuel nézői szavazatok           | Zdroba Patrik 3. helyezett        | Ruszó Tibi Győztes                |
| Kiesett | Kiesett       | Speranta nézői szavazatok      | Take 3 nézői szavazatok           | Burai Renátó nézői szavazatok     | Burai Renátó nézői szavazatok     | Manuel nézői szavazatok           | Zdroba Patrik 3. helyezett        | Ruszó Tibi Győztes                |

### 1. hét (november 16.)
- Közös produkció: Nem elég (közös dal)

Az első élő adásban jelentette be Kiss Ramóna, hogy 2020 őszén elindul a műsor tizedik évada. A reklámszünetekben sugározták a felhívást a jelentkezésre.
| Sorrend | Versenyző     | Dal (eredeti előadó)                      | Mentorok döntése | Mentorok döntése | Mentorok döntése | Mentorok döntése | Eredmény                          |
| Sorrend | Versenyző     | Dal (eredeti előadó)                      | Puskás Peti      | Dallos Bogi      | ByeAlex          | Gáspár Laci      | Eredmény                          |
| ------- | ------------- | ----------------------------------------- | ---------------- | ---------------- | ---------------- | ---------------- | --------------------------------- |
| 1.      | Zdroba Patrik | Maniac (Michael Sembello)                 | Szék             | Szék             | Szék             | Szék             | Szék → Veszélyzóna → Továbbjutott |
| 2.      | Huszár Aletta | Csillag vagy fecske (Kispál és a Borz)    | Szék             | Szék             | Szék             | Szék             | Szék → Veszélyzóna → Kiesett      |
| 3.      | Vanek Andor   | Diamonds (Rihanna)                        | —                | Szék             | Szék             | —                | Veszélyzóna → Továbbjutott        |
| 4.      | Speranta      | Azt gondoltam, eső esik (Sebestyén Márta) | Szék             | Szék             | Szék             | —                | Szék → Veszélyzóna → Kiesett      |
| 5.      | Burai Renátó  | Love Runs Out (OneRepublic)               | —                | Szék             | Szék             | Szék             | Szék → Továbbjutott               |
| 6.      | C.O.O.L       | A folyó (saját dal)                       | Szék             | —                | —                | —                | Veszélyzóna → Kiesett             |
| 7.      | Bagdi Enikő   | Mindenkit elhagyunk (saját dal)           | Szék             | Szék             | —                | —                | Veszélyzóna → Továbbjutott        |
| 8.      | Ruszó Tibi    | Apám sírjánál (ByeAlex és a Slepp)        | Szék             | Szék             | Szék             | Szék             | Szék → Továbbjutott               |
| 9.      | Dárdai Blanka | Meg kell a búzának érni (Barbaro)         | Szék             | Szék             | Szék             | Szék             | Szék → Továbbjutott               |
| 10.     | Take 3        | Blöff (AK26)                              | Szék             | Szék             | —                | —                | Veszélyzóna → Továbbjutott        |
| 11.     | Manuel        | Mint egy filmben (saját dal)              | Szék             | Szék             | Szék             | Szék             | Szék → Továbbjutott               |
| 12.     | Anti bácsi    | Ne felejtsd el (saját dal)                | —                | —                | —                | Szék             | Veszélyzóna → Kiesett             |

### 2. hét (november 23.)
A második élő show-ban már csak 3 továbbjutást jelentő szék volt elhelyezve a színpad szélén, a szabályok ugyanazok voltak, mint az első héten, annyi különbséggel, hogy a mentorok és a nézők is 3-3 versenyzőt juttathattak tovább.
| Sorrend | Versenyző     | Dal (eredeti előadó)                               | Mentorok döntése | Mentorok döntése | Mentorok döntése | Mentorok döntése | Eredmény                          |
| Sorrend | Versenyző     | Dal (eredeti előadó)                               | Puskás Peti      | Dallos Bogi      | ByeAlex          | Gáspár Laci      | Eredmény                          |
| ------- | ------------- | -------------------------------------------------- | ---------------- | ---------------- | ---------------- | ---------------- | --------------------------------- |
| 1.      | Take 3        | 7 Rings / God Is a Woman (Ariana Grande)           | Szék             | Szék             | Szék             | Szék             | Szék → Veszélyzóna → Kiesett      |
| 2.      | Burai Renátó  | Világítótorony (Berkes Olivér)                     | Szék             | Szék             | Szék             | Szék             | Szék → Veszélyzóna → Továbbjutott |
| 3.      | Bagdi Enikő   | Another Brick in the Wall (Pink Floyd)             | —                | Szék             | Szék             | Szék             | Szék → Veszélyzóna → Továbbjutott |
| 4.      | Vanek Andor   | Hétköznapi (Szabó Balázs Bandája feat. Julie Rens) | Szék             | —                | Szék             | Szék             | Szék → Veszélyzóna → Továbbjutott |
| 5.      | Dárdai Blanka | Pillangó (saját dal)                               | —                | Szék             | —                | —                | Veszélyzóna → Kiesett             |
| 6.      | Manuel        | Anyu büszke (saját dal)                            | Szék             | Szék             | Szék             | —                | Szék → Továbbjutott               |
| 7.      | Zdroba Patrik | The NeverEnding Story (Limahl)                     | Szék             | Szék             | Szék             | Szék             | Szék → Továbbjutott               |
| 8.      | Ruszó Tibi    | Megtalállak (Gáspár Laci)                          | Szék             | Szék             | Szék             | Szék             | Szék → Továbbjutott               |

### 3. hét (november 30.)
- Sztárfellépő: Jazz+Az (Mit tehet a sejt; Helló édes!; Ma jól vagyok)

A 3. élő showban, az első körben csak a nézői szavazatok számítottak, aki a legkevesebb szavazatot kapta, azonnal kiesett. A többi versenyző még egyszer színpadra állt, és a zsűri döntött arról, hogy leüljenek-e a továbbjutást jelentő székekre vagy sem. Ha foglalt volt mindkét szék, és a mentorok újabb produkciónak adtak széket, a székeken ülő két versenyző közül, aki kevesebb szavazatot kapott a másfél perces szavazás alatt, a veszélyzónába került. A két biztos továbbjutó mellett a nézői szavazatok alapján újabb két versenyző jutott tovább. Így állt össze az elődöntő mezőnye.
Burai Renátó első körös produkciója a magyar X-Faktor történetének ezredik produkciója volt.
| Sorrend     | Versenyző     | Dal (eredeti előadó)                              | Mentorok döntése | Mentorok döntése | Mentorok döntése | Mentorok döntése | Eredmény                          |
| Sorrend     | Versenyző     | Dal (eredeti előadó)                              | Puskás Peti      | Dallos Bogi      | ByeAlex          | Gáspár Laci      | Eredmény                          |
| Első kör    | Első kör      | Első kör                                          | Első kör         | Első kör         | Első kör         | Első kör         | Első kör                          |
| ----------- | ------------- | ------------------------------------------------- | ---------------- | ---------------- | ---------------- | ---------------- | --------------------------------- |
| 1.          | Zdroba Patrik | Eye of the Tiger (Survivor)                       |                  |                  |                  |                  | Továbbjutott                      |
| 2.          | Vanek Andor   | Idontwannabeyouanymore (Billie Eilish)            | Továbbjutott     |                  |                  |                  |                                   |
| 3.          | Ruszó Tibi    | Despacito (Luis Fonsi feat. Daddy Yankee)         | Továbbjutott     |                  |                  |                  |                                   |
| 4.          | Burai Renátó  | I Was Here (Beyoncé)                              | Továbbjutott     |                  |                  |                  |                                   |
| 5.          | Bagdi Enikő   | Egyszer (Rúzsa Magdi)                             | Kiesett          |                  |                  |                  |                                   |
| 6.          | Manuel        | Kicsi lány (saját dal)                            | Továbbjutott     |                  |                  |                  |                                   |
| Második kör |               |                                                   |                  |                  |                  |                  |                                   |
| 1.          | Burai Renátó  | Bolond vagyok, mert téged szeretlek (Gáspár Laci) | —                | —                | —                | Szék             | Veszélyzóna → Kiesett             |
| 2.          | Vanek Andor   | Európa (Varga Miklós)                             | Szék             | Szék             | Szék             | Szék             | Szék → Veszélyzóna → Továbbjutott |
| 3.          | Ruszó Tibi    | Szabadíts fel! (Mester Tamás)                     | Szék             | Szék             | Szék             | Szék             | Szék → Továbbjutott               |
| 4.          | Zdroba Patrik | What Do You Mean? (Justin Bieber)                 | Szék             | Szék             | Szék             | Szék             | Szék → Továbbjutott               |
| 5.          | Manuel        | Emotions (Iann Dior)                              | Szék             | —                | Szék             | —                | Veszélyzóna → Továbbjutott        |

### 4. hét – Elődöntő (december 7.)
Az elődöntőben két darab, biztonságot jelentő szék volt elhelyezve a színpad szélén. Az elődöntőben megváltoztak a székes feladat szabályai. Amennyiben a mentorok szavazatai alapján döntetlen alakult ki, a nézői szavazatok döntötték el, hogy az adott versenyző leülhet-e a székre vagy sem. Ha mindkét szék foglalt volt és a mentorok újabb versenyzőt ültettek le, akkor a nézők 90 másodpercig szavazhattak a széken ülő versenyzők egyikére, a szavazás lezárása után a kevesebb szavazattal rendelkező versenyzőnek át kellett adnia a helyét és a veszélyzónába kerülkerült. A mentorok döntése értelmében kettő, a nézői szavazatok alapján egy versenyző juthatott a döntőbe. ByeAlex történelmet írt, ugyanis a magyar X-Faktor történetében még soha nem jutott be egy mentor mindhárom versenyzője a TOP4-be.
| Sorrend | Versenyző                        | Dal (eredeti előadó)                               | Mentorok döntése | Mentorok döntése | Mentorok döntése | Mentorok döntése | Eredmény                          |
| Sorrend | Versenyző                        | Dal (eredeti előadó)                               | Puskás Peti      | Dallos Bogi      | ByeAlex          | Gáspár Laci      | Eredmény                          |
| ------- | -------------------------------- | -------------------------------------------------- | ---------------- | ---------------- | ---------------- | ---------------- | --------------------------------- |
| 1.      | Ruszó Tibi és Kökény Attila      | Nincs semmi másom (Kökény Attila)                  |                  |                  |                  |                  | Szék → Továbbjutott               |
| 2.      | Ruszó Tibi                       | Van még más út (Váradi Renátó)                     | Szék             | Szék             | Szék             | Szék             | Szék → Továbbjutott               |
| 3       | Manuel és Kállay-Saunders András | Téged (Manuel és Kállay-Saunders András)           |                  |                  |                  |                  | Szék → Veszélyzóna → Kiesett      |
| 4.      | Manuel                           | Look Back at It (A Boogie wit da Hoodie)           | Szék             | Szék             | Szék             | Szék             | Szék → Veszélyzóna → Kiesett      |
| 5.      | Vanek Andor és Keresztes Ildikó  | A csönd éve volt (Keresztes Ildikó és Balázs Fecó) |                  |                  |                  |                  | Szék → Veszélyzóna → Továbbjutott |
| 6.      | Vanek Andor                      | Bruises (Lewis Capaldi)                            | Szék             | Szék             | Szék             | Szék             | Szék → Veszélyzóna → Továbbjutott |
| 7.      | Zdroba Patrik és Miklósa Erika   | Caruso (Lara Fabian)                               |                  |                  |                  |                  | Szék → Továbbjutott               |
| 8.      | Zdroba Patrik                    | The Show Must Go On (Queen)                        | Szék             | Szék             | —                | Szék             | Szék → Továbbjutott               |

### 5. hét – Finálé (december 14.)
A döntő ebben az évadban is egynapos volt. A döntőben nem voltak székek, kizárólag a nézői szavazatok döntöttek a versenyzők sorsáról.
- Téma: szabadon választott dal, saját dal (1. kör); duett a saját mentorral, válogatón előadott dal (2. kör); a győztes produkciója
- Sztárfellépő: Radics Gigi (Life of the Party), USNK (thezone / Nem bízom)

| 1.                    | Ruszó Tibi    | Love Story (Nyári Károly)                                             | Továbbjutott               |
| 4.                    | Ruszó Tibi    | Túl az álmokon (saját dal)                                            | Továbbjutott               |
| 2.                    | Zdroba Patrik | Ashes (Céline Dion)                                                   | 3. helyezett               |
| 5.                    | Zdroba Patrik | Kevés a szó (saját dal)                                               | 3. helyezett               |
| 3.                    | Vanek Andor   | Álomarcú lány (LGT)                                                   | Továbbjutott               |
| 6.                    | Vanek Andor   | Még nem (saját dal)                                                   | Továbbjutott               |
| Második kör           |               |                                                                       |                            |
| 7.                    | Ruszó Tibi    | A szívem udvarában (ByeAlex) – duett a ByeAlex és a Slepp-pel         | Győztes                    |
| 9.                    | Ruszó Tibi    | Rád gondolok (Kökény Attila)                                          | Győztes                    |
| 8.                    | Vanek Andor   | Még mindig rólad írok dalt (ByeAlex) – duett a ByeAlex és a Slepp-pel | 2. helyezett               |
| 10.                   | Vanek Andor   | Never Enough (A legnagyobb showman filmzene)                          | 2. helyezett               |
| A győztes produkciója |               |                                                                       |                            |
| 11.                   | Ruszó Tibi    | Túl az álmokon (saját dal)                                            | Túl az álmokon (saját dal) |

A nézői szavazatok alapján a kilencedik évad győztese Ruszó Tibi lett.

## Nézettség
Jelmagyarázat
     – Az X-Faktor legmagasabb nézettsége
     – Az X-Faktor legalacsonyabb nézettsége
| Adás                    | Sugárzás           | Idősáv         | RTL Klub             | RTL Klub             | RTL Klub             | RTL Klub            | RTL Klub            | RTL Klub            | Forrás |
| Adás                    | Sugárzás           | Idősáv         | Teljes lakosság (4+) | Teljes lakosság (4+) | Teljes lakosság (4+) | Célközönség (18–59) | Célközönség (18–59) | Célközönség (18–59) | Forrás |
| Adás                    | Sugárzás           | Idősáv         | AMR                  | Arány (SHR%)         | Heti helyezés        | AMR                 | Arány (SHR%)        | Heti helyezés       | Forrás |
| ----------------------- | ------------------ | -------------- | -------------------- | -------------------- | -------------------- | ------------------- | ------------------- | ------------------- | ------ |
| Válogató – 1. rész      | 2019. október 5.   | szombat 20:00  | 1 009 359            | 23,7                 | 2.                   | 569 401             | 29,5                | 2.                  | [ 8 ]  |
| Válogató – 2. rész      | 2019. október 12.  | szombat 20:00  | 1 186 899            | 29,2                 | 1.                   | 653 324             | 30,3                | 1.                  | [ 9 ]  |
| Válogató – 3. rész      | 2019. október 19.  | szombat 20:00  | 1 229 927            | 29,4                 | 1.                   | 690 510             | 31,2                | 1.                  | [ 10 ] |
| Válogató – 4. rész      | 2019. október 26.  | szombat 20:00  | 1 395 306            | 33                   | 1.                   | 805 304             | 35,5                | 1.                  | [ 11 ] |
| Tábor – 1. rész         | 2019. november 2.  | szombat 20:00  | 1 180 379            | 29,9                 | 1.                   | 714 584             | 32,6                | 1.                  | [ 12 ] |
| Tábor – 2. rész         | 2019. november 3.  | vasárnap 18:50 | 931 354              | 20,1                 | 3.                   | 583 052             | 23,4                | 2.                  | [ 13 ] |
| Mentorok háza – 1. rész | 2019. november 9.  | szombat 20:00  | 1 138 803            | 27,4                 | 1.                   | 656 308             | 29,5                | 1.                  | [ 14 ] |
| Mentorok háza – 2. rész | 2019. november 10. | vasárnap 18:50 | 981 797              | 20,4                 | 2.                   | 604 812             | 23,6                | 2.                  | [ 15 ] |
| 1. élő show             | 2019. november 16. | szombat 20:00  | 1 099 817            | 30,8                 | 1.                   | 649 969             | 33,1                | 1.                  | [ 16 ] |
| 2. élő show             | 2019. november 23. | szombat 20:00  | 1 064 236            | 27                   | 1.                   | 596 706             | 27,7                | 1.                  | [ 17 ] |
| 3. élő show             | 2019. november 30. | szombat 20:00  | 994 684              | 27,2                 | 1.                   | 581 388             | 28,6                | 1.                  | [ 18 ] |
| 4. élő show – Elődöntő  | 2019. december 7.  | szombat 20:00  | 873 811              | 22,6                 | 1.                   | 466 815             | 22,5                | 1.                  | [ 19 ] |
| 5. élő show – Döntő     | 2019. december 14. | szombat 20:00  | 1 054 037            | 29,7                 | 1.                   | 539 426             | 28,7                | 1.                  | [ 20 ] |